# Петров Юрій Васильович
Юрій Васильович Петров (31 січня 1915, Київ — 5 липня 1977, Київ) — радянський поет, перекладач.

## Біографія

Могила Юрія Петрова

Народився 31 січня 1915 року в Києві. Друкувався з 1930-х років. Окремими виданнями вийшло понад 10 його книг. Перекладав з білоруської, туркменської та інших іноземних мов. 
Учасник радянсько-німецької війни. Комісар дивізії Ленінградського фронту, був тяжко поранений. Нагороджений орденами Вітчизняної війни 2-го ступеня, Червоної Зірки, медалями.
Жив у Києві. Помер 5 липня 1977 року. Похований на Байковому кладовищі.